# Dawes nationalpark
Dawes National Park är en nationalpark i Australien.   Den ligger i delstaten Queensland, i den östra delen av landet, 1 200 km norr om huvudstaden Canberra. Dawes nationalpark ligger 743 meter över havet.
I omgivningarna runt Dawes nationalpark växer huvudsakligen savannskog.